# Leineweberdenkmal

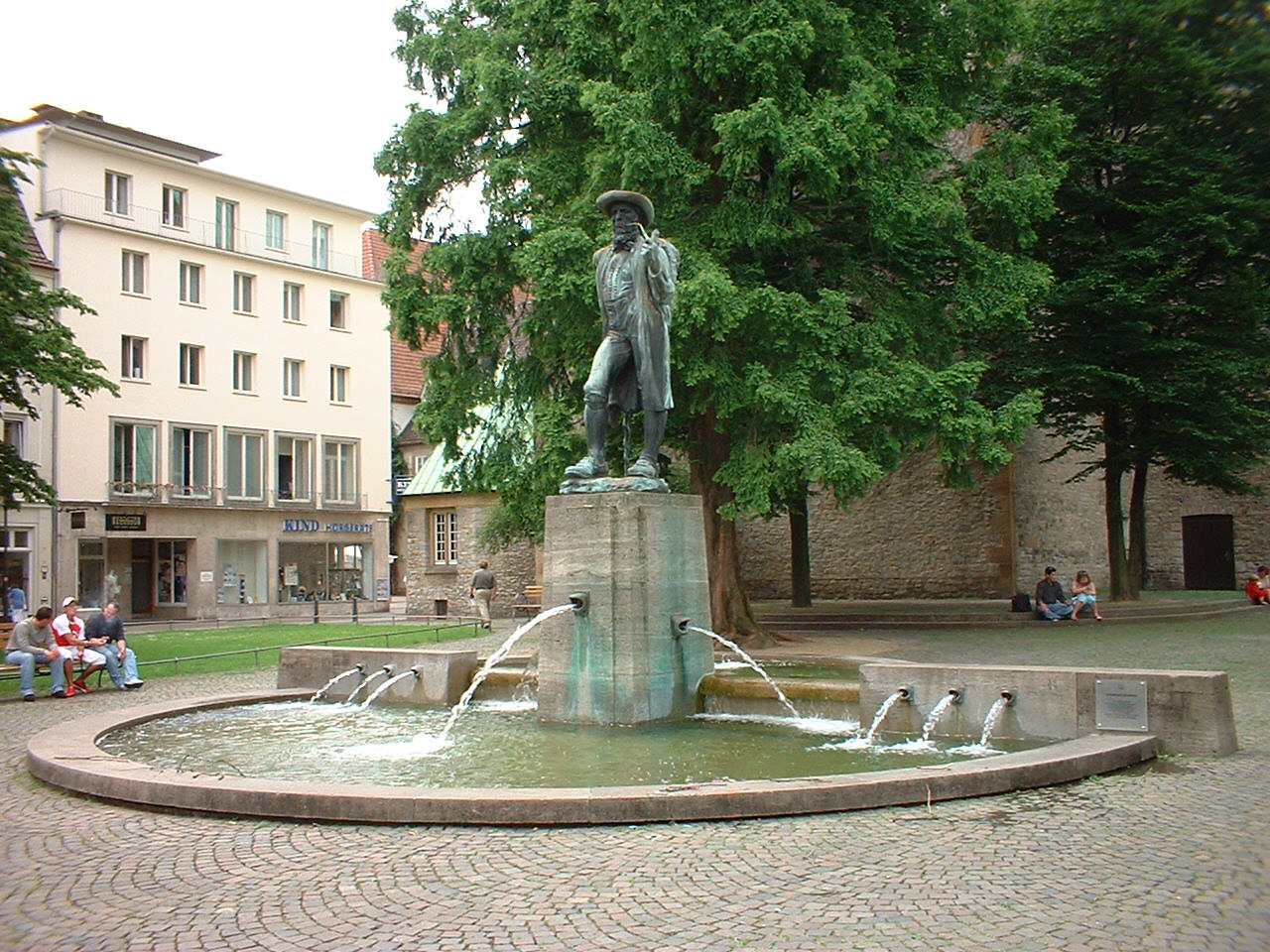
Leineweberdenkmal

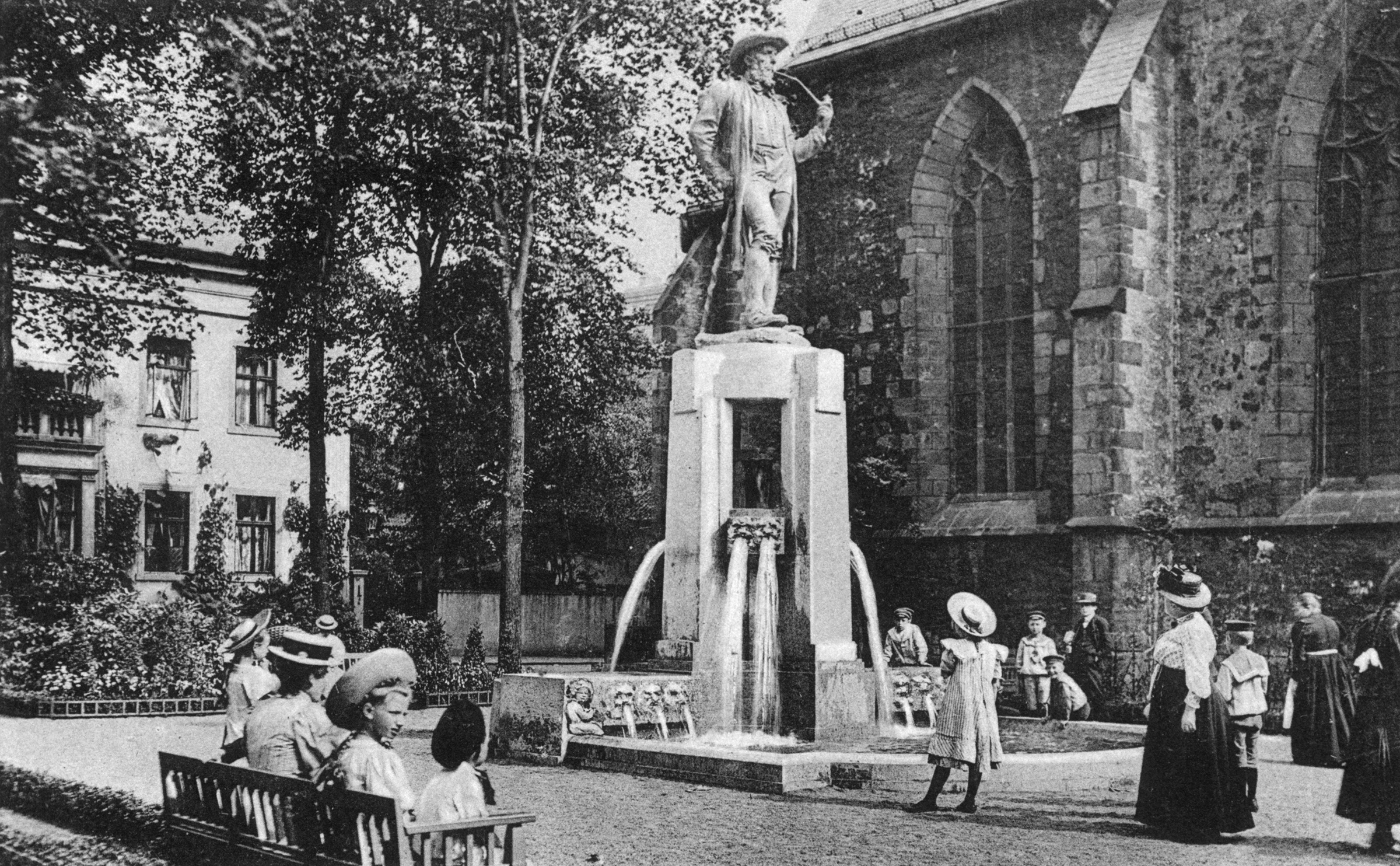
Leineweberbrunnen Bielefeld 1909

Das Leineweberdenkmal gehört mit der Sparrenburg zu den wichtigsten Wahrzeichen der Stadt Bielefeld. Es steht östlich der Altstädter Nicolaikirche im Altstädter Kirchpark. Geschaffen wurde es im Jahr 1909 von dem Bildhauer Hans Perathoner, der seit 1907 die Bildhauerklasse an der Handwerker- und Kunstgewerbeschule Bielefeld leitete. Es wurde ebenso wie das Grafschaftsdenkmal in Jöllenbeck anlässlich des 300-jährigen Bestehens der Grafschaft Ravensberg am 16. Juli 1909 eingeweiht.
Das Denkmal besteht aus einer drei Meter hohen bronzenen Leineweberfigur, die auf einem Sockel steht, und erinnert daran, dass in Bielefeld zum Anfang des 20. Jahrhunderts die Leineweber eine große Rolle bei der wirtschaftlichen Entwicklung der Stadt bildeten. Das handgewebte Leinen trägt die Figur auf ihrem Rücken in einem Holster verpackt.
Modell für das Denkmal stand der ehemalige Leineweber Jobst Heinrich Heienbrok (1845–1918) aus Jöllenbeck, der über drei Monate hinweg von dort zur Sparrenburg zog. Als ein Entwurf der Skulptur halbtrocken bewegt wurde, brach es zusammen, wobei sich Erich Lossie, ein damaliger Schüler Perathoners, verletzte.
Zuerst stand das Denkmal an der Nordseite der Altstädter Nicolaikirche und blickte nach Westen zur Niedernstraße. Als 1954 der kriegszerstörte Platz umgestaltet wurde, bestand kein städtebauliches Interesse mehr an der Wiederaufstellung. Die im Krieg unbeschädigt gebliebene Bronzefigur wurde abgetragen und im Bauhof eingelagert. Nach Protesten von Bürgern kehrte der Leineweber am 20. Dezember 1960 an seinen heutigen Standort zurück. Dabei übernahm der Bildhauer Wilhelm Heiner die Gestaltung des Brunnens.